# Pescatoria triumphans
Pescatoria triumphans är en orkidéart som beskrevs av Heinrich Gustav Reichenbach och Josef Ritter von Rawicz Warszewicz. Pescatoria triumphans ingår i släktet Pescatoria och familjen orkidéer.
Artens utbredningsområde är Colombia. Inga underarter finns listade i Catalogue of Life.